# Dan-Goulbi
Dan-Goulbi è un comune rurale del Niger facente parte del dipartimento di Dakoro nella regione di Maradi.